# Primer ministro de Trinidad y Tobago
El Primer ministro de Trinidad y Tobago es el jefe de gobierno de este país, por lo cual ostenta el poder ejecutivo real del mismo. Desde el 1 de mayo de 2025 la primera ministra es Kamla Persad-Bissessar.
De conformidad con la Constitución de Trinidad y Tobago de 1976, el presidente es la fuente formal del poder ejecutivo. No obstante, en la práctica quien realmente gobierna es el primer ministro de Trinidad y Tobago y su gabinete de gobierno. El presidente nombra primer ministro al líder del partido más votado en la Cámara de Representantes (la cámara baja del Parlamento).

## Jefes de gobierno (1950-)

### Jefe de Gobierno de Trinidad y Tobago (1950-1959)
| #  | Presidente | Presidente | Presidente            | Inicio                   | Final                 | Partido                                    |
| -- | ---------- | ---------- | --------------------- | ------------------------ | --------------------- | ------------------------------------------ |
| 1° |            |            | Albert Gomes          | 18 de septiembre de 1950 | 28 de octubre de 1956 | Partido de los Grupos de Progreso Político |
| 2° |            |            | Eric Eustace Williams | 28 de octubre de 1956    | 9 de julio de 1959    | Movimiento Nacional del Pueblo             |

### Premier de Trinidad y Tobago (1959-1962)
| #  | Presidente | Presidente | Presidente            | Inicio             | Final                | Partido                        |
| -- | ---------- | ---------- | --------------------- | ------------------ | -------------------- | ------------------------------ |
| 1° |            |            | Eric Eustace Williams | 9 de julio de 1959 | 31 de agosto de 1962 | Movimiento Nacional del Pueblo |

### Primer ministro de Trinidad y Tobago (1962-Presente)
| #    | Presidente | Presidente | Presidente             | Inicio                  | Final                   | Partido                                 |
| ---- | ---------- | ---------- | ---------------------- | ----------------------- | ----------------------- | --------------------------------------- |
| 1°   |            |            | Eric Eustace Williams  | 31 de agosto de 1962    | 29 de marzo de 1981     | Movimiento Nacional del Pueblo          |
| 2°   |            |            | George Chambers        | 30 de marzo de 1981     | 18 de diciembre de 1986 | Movimiento Nacional del Pueblo          |
| 3°   |            |            | Arthur Robinson        | 18 de diciembre de 1986 | 17 de diciembre de 1991 | Alianza Nacional para la Reconstrucción |
| 4°   |            |            | Patrick Manning        | 17 de diciembre de 1991 | 9 de noviembre de 1995  | Movimiento Nacional del Pueblo          |
| 5°   |            |            | Basdeo Panday          | 9 de noviembre de 1995  | 24 de diciembre de 2001 | Congreso Nacional Unido                 |
| (4°) |            |            | Patrick Manning        | 24 de diciembre de 2001 | 24 de mayo de 2010      | Movimiento Nacional del Pueblo          |
| 6°   |            |            | Kamla Persad-Bissessar | 24 de mayo de 2010      | 9 de septiembre de 2015 | Congreso Nacional Unido                 |
| 7°   |            |            | Keith Rowley           | 9 de septiembre de 2015 | 17 de marzo de 2025     | Movimiento Nacional del Pueblo          |
| 8°   |            |            | Stuart Young           | 17 de marzo de 2025     | 1 de mayo de 2025       | Movimiento Nacional del Pueblo          |
| (6°) |            |            | Kamla Persad-Bissessar | 1 de mayo de 2025       | En el cargo             | Congreso Nacional Unido                 |